# リチャード・ハミング
リチャード・ウェスリー・ハミング（Richard Wesley Hamming、1915年2月11日 - 1998年1月7日）は、アメリカの数学者、計算機科学者である。計算機科学や電気通信の分野で多大な功績を残した。ハミング符号、ハミング窓、球充填（またはハミング限界）、ハミング距離などで知られる。

## 生涯

ハミング距離を2次元で視覚化した図

1915年、シカゴに生まれる。1937年、シカゴ大学を卒業し、1939年にはネブラスカ大学で修士号、1942年にはイリノイ大学アーバナ・シャンペーン校でPh.D.を取得。
第二次世界大戦中はルイビル大学で教授を務め、1945年にはマンハッタン計画に参加。同計画の物理学者らが提示した方程式を初期の電子式デジタルコンピュータを使って解くプログラミングを行う。
ハミングへの依頼の中には、原爆によって大気中の窒素が暴走的熱核反応を起こさないかを検討した計算の確認作業もあった。ハミングは数式をチェックし、「計算は正しいようだが、酸素と窒素の捕獲断面積の式はわからない」と答えたが、当時、それを知るエネルギーレベルの実験は実際には不可能だった。ハミングは「お前は何をしたんだ、ハミング、宇宙で知られているすべての生命を危険にさらしているというのに、肝心なところをろくに知らないだって？」と自問し、生命の運命を数学に賭けることになったその経験から「数学とは遊戯的な芸当ではなく、我々の社会の本質的部分なのだ」と結論している。（核爆発による大気・海洋発火説も参照）
1946年から1976年までベル研究所で働き、クロード・シャノンと共同研究した。その間、スタンフォード大学、ニューヨーク市立大学シティカレッジ、カリフォルニア大学アーバイン校、プリンストン大学で客員教授や非常勤教授も務めた。
1976年7月23日、ベル研究所を退職後、アメリカ海軍大学院に移って非常勤教授となり、1998年には名誉教授となったが、間もなく亡くなった。
1962年の数値解析に関する著書には、「コンピューティングの目的は数ではなく洞察である」（"The Purpose of Computing Is Insight, Not Numbers."）という言葉がある。

## 受賞歴など
- 1968年 - チューリング賞 (Association for Computing Machinery) 受賞[4]
- 1968年 - IEEEフェロー
- 1979年 - IEEEエマニエル・R・ピオレ賞（英語版）受賞[5]
- 1980年 - 全米技術アカデミー会員[6]
- 1981年 - ハロルド・ペンダー賞（ペンシルベニア大学）受賞[7]
- 1988年 - IEEEハミングメダル受賞[8]
- 1994年 - Association for Computing Machinery フェロー[9]
- 1996年 - エドゥアルト・ライン財団基礎研究賞[10]

IEEEハミングメダルはハミングの名を冠した賞で、IEEEが毎年「情報学、情報システム、情報技術などへの並外れた貢献」に対して贈るもので、ハミング自身が最初に受賞した。

## 著書
- Hamming, Richard W. (1962). Numerical Methods for Scientists and Engineers. New York: McGraw-Hill
  - Hamming, Richard W; Hamming, Richard Wesley (1986). Numerical Methods for Scientists and Engineers. Dover Publications. ISBN 0-486-65241-6
- Calculus and the Computer Revolution, Houghton-Mifflin, 1968年
- Introduction To Applied Numerical Analysis, McGraw-Hill, 1971年
- Computers and Society, McGraw-Hill, 1972年
- Digital Filters, Prentice Hall, 1977年
  - Hamming, Richard Wesley (1998). Digital Filters (3rd ed.). ドーヴァー出版. ISBN 0-486-65088-X
- Coding and Information Theory, Prentice Hall 1980; second edition 1986.
- Methods of Mathematics Applied to Calculus, Probability, and Statistics, Prentice Hall, 1985年
  - Hamming, Richard Wesley (2004). Methods of Mathematics Applied to Calculus, Probability, and Statistics. Dover Publications. ISBN 0-486-43945-3
- The Art of Probability for Scientists and Engineers, Addison-Wesley, 1991年 
  - Hamming, Richard Wesley (1994). The Art of Probability for Scientists and Engineers. Westview Press. ISBN 0-201-40686-1
- Hamming, Richard W; Hamming, Richard Wesley (1997). The Art of Doing Science and Engineering: Learning to Learn. Gordon and Breach. ISBN 90-5699-501-4 - 内容の一部は You and Your Research[12] と関連している。

## 映画
1965年の映画 Logic By Machine にて、ハミングはコンピュータの利用と可能性について論じている。